# Les Cullayes

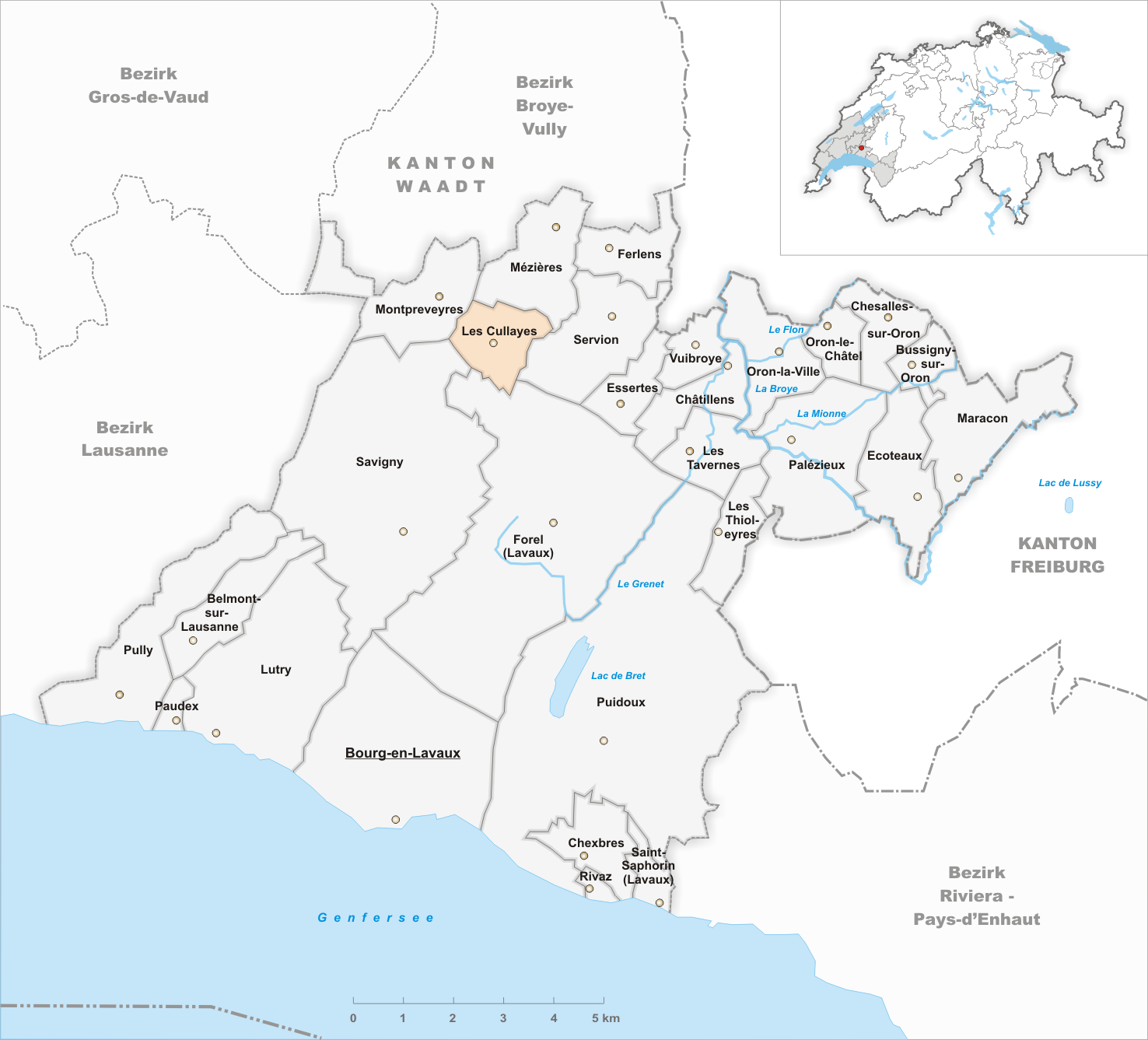
Gemeindestand vor der Fusion am 31. Dezember 2011

Les Cullayes war bis zum 31. Dezember 2011 eine politische Gemeinde im Distrikt Lavaux-Oron des Kantons Waadt in der Schweiz. Am 1. Januar 2012 fusionierte sie mit Servion.

## Geographie
Les Cullayes liegt auf 836 m ü. M., elf Kilometer nordöstlich der Kantonshauptstadt Lausanne (Luftlinie). Die Streusiedlungsgemeinde erstreckt sich auf einer offenen Hochfläche, auf der Ostabdachung des Hochplateaus des Jorat, im Waadtländer Mittelland.
Die Fläche des 2,1 km² grossen ehemaligen Gemeindegebiets umfasst einen Abschnitt der Molassehöhen zwischen dem Jorat und dem Oberlauf der Broye. Die westliche Grenze bildet der leicht in die Molasseschichten eingetiefte Oberlauf Bressonne. Von hier erstreckt sich der ehemalige Gemeindeboden ostwärts über die Rodungsinsel von Les Cullayes (auf der mit 838 m ü. M. der höchste Punkt der ehemaligen Gemeinde erreicht wird) und eine Talsenke bis zum Hügel Bois de Villars (bis 835 m ü. M.). Nach Nordosten reicht das Gebiet an den Rand der breiten Talniederung des Carrouge. Im Süden verläuft die Grenze entlang des Waldrandes des Bois du Grand Jorat. Von der ehemaligen Gemeindefläche entfielen 1997 15 % auf Siedlungen, 9 % auf Wald und Gehölze und 76 % auf Landwirtschaft.
Zu Les Cullayes gehören die Hofsiedlungen Le Bougnon (812 m ü. M.) nordwestlich und Les Moures (814 m ü. M.) östlich des Dorfes sowie mehrere Einzelhöfe.

## Bevölkerung
Mit 674 Einwohnern (Stand: 31. Dezember 2011) gehört Les Cullayes zu den kleineren ehemaligen Gemeinden des Kantons Waadt. Von den Bewohnern sind 88,7 % französischsprachig, 8,0 % deutschsprachig und 1,1 % portugiesischsprachig (Stand 2000). Die Bevölkerungszahl von Les Cullayes belief sich 1850 auf 264 Einwohner, 1900 auf 219 Einwohner. Danach wurde durch starke Abwanderung bis 1960 eine Abnahme auf 138 Einwohner verzeichnet. Seither erfolgte eine rasche Bevölkerungszunahme mit einer Verfünffachung der Einwohnerzahl innerhalb von 40 Jahren.

## Wirtschaft
Les Cullayes war bis in die zweite Hälfte des 20. Jahrhunderts ein vorwiegend durch die Landwirtschaft geprägtes Dorf. Heute haben der Ackerbau und die Viehzucht nur noch einen geringen Stellenwert in der Erwerbsstruktur der Bevölkerung. Weitere Arbeitsplätze sind im lokalen Kleingewerbe und im Dienstleistungssektor vorhanden. In den letzten Jahren haben sich in Les Cullayes neue Unternehmen niedergelassen, darunter ein Betrieb für Klimaanlagen und ein Elektroinstallationsgeschäft. Durch den Bau von Einfamilienhäusern in den letzten Jahrzehnten hat sich das Dorf zu einer Wohngemeinde entwickelt. Viele Erwerbstätige sind deshalb Wegpendler, die vor allem in Lausanne arbeiten.

## Verkehr
Die ehemalige Gemeinde liegt abseits grösserer Durchgangsstrassen, besitzt aber eine gute Verbindung zur Hauptstrasse 1 (Lausanne – Moudon). Durch einen Postautokurs, der von Montpreveyres nach Les Cullayes verkehrt, ist das Dorf an das Netz des öffentlichen Verkehrs angebunden.

## Geschichte
Die erste urkundliche Erwähnung des Ortes erfolgte 1359 unter dem Namen Culaes. Im Dialekt (Patois) wurde lange auch die Form Les Ecoulayés verwendet. Im Mittelalter war Les Cullayes Teil der Herrschaft Vulliens; nach 1370 gehörte es zur Herrschaft Mézières. Mit der Eroberung der Waadt durch Bern im Jahr 1536 gelangte das Dorf unter die Verwaltung der Landvogtei Moudon. Nach dem Zusammenbruch des Ancien Régime gehörte Les Cullayes von 1798 bis 1803 während der Helvetik zum Kanton Léman, der anschliessend mit der Inkraftsetzung der Mediationsverfassung im Kanton Waadt aufging. 1798 wurde es dem Bezirk Oron zugeteilt.
Eine Fusion von Les Cullayes mit den Nachbargemeinden Mézières, Montpreveyres und Servion wurde angestrebt, ist am 15. Januar 2006 jedoch an der Urne am knappen Nein der Einwohner von Montpreveyres gescheitert. Die übrigen drei Gemeinden stimmten der Fusion zu. Eine weitere Volksabstimmung vom 28. November 2010 hat indes die Vereinigung allein mit Servion ermöglicht; diese wurde auf den 1. Januar 2012 rechtskräftig.

## Sehenswürdigkeiten
Das Gemeindehaus wurde 1772 erbaut. Les Cullayes besitzt keine eigene Kirche, es gehört zur Pfarrei Mézières.